# Ballontrain
Ballontrain (auch Ballonfuhrpark, Luftschifferpark) war eine Truppengattung, die für sämtliche Gerätschaften verantwortlich war, die zum Transport mit Hilfe von Fesselballons und anderen Fluggeräten vor der Erfindung des Flugzeugs genutzt wurden. Wie der Train, war auch der Ballontrain bei schweren Objekten auf Pferde angewiesen.
Hauptaufgabe des Ballontrains war es, an jedem Ort möglichst rasch das Wasserstoffgas herzustellen, das man zum Betrieb des Ballons benötigte. Dazu verwendete man fahrbare, möglichst leichte und einfach konstruierte Gaserzeuger.

## Geschichte der militärischen Gaserzeugung
Nach langjährigen Experimenten konstruierte der Franzose Charles Renard einen fahrbaren Gaserzeuger, der mit Hilfe einer Dampfmaschine ein Gemisch aus Schwefelsäure und Wasser durch einen mit Zink- oder Eisenspänen gefüllten Kessel trieb. Hierzu musste man außer der Schwefelsäure mehr als 1.500 kg Zink oder Eisen mitführen, um auch nur den kleinsten Ballon (von etwa 500 m³) zu füllen. In einer Stunde konnte man so etwa 200 m³ Gas erzeugen. Der kleinste solcher Ballone konnte immerhin zwei Personen mehr als 500 Meter in die Höhe heben.
In Deutschland wandte man statt des nassen ein Trockenverfahren an. Man erhitzte in einem fahrbaren Retortenofen Patronen, die ein Gemisch aus Kalk- und Zinkstaub enthielten, bis zur Rotglut, wobei reichlich Wasserstoffgas freigesetzt wurde.
Beide Verfahren waren für einen Einsatz im Feld nicht geeignet, da man für die Ballonfüllung mehr als drei Stunden benötigte und schweres Gerät mit sich führen musste. Sie wurden jedoch für Festungen eingesetzt.
Großbritannien führte während der Expedition in Ägypten 1885 das Wasserstoffgas zusammengepresst in starken eisernen Zylindern mit und man füllte drei Ballons aus Zylindern von 3,5 m Länge und 500 kg Gewicht. Zudem wurden etwa hundert Gasbehälter mit je 4 m³ Gas von Mannschaften getragen. In der Operationsbasis stand ein Gaserzeuger bereit, die Zylinder bei Bedarf wieder zu befüllen.
Dieses Verfahren setzte sich in der Folgezeit durch und veränderte die Arbeitsweise des Ballontrains vollständig. Statt der schwerfälligen Geräte traten nun leichte und mobile Einheiten auf. Pro Ballon waren somit zwei bis sechs Gaswagen nötig, die einen Ballon parallel befüllen konnten und somit die Füllung nur noch wenige Minuten dauerte.